# Empecta fasciata
Empecta fasciata är en skalbaggsart som beskrevs av Dewailly 1950. Empecta fasciata ingår i släktet Empecta och familjen Melolonthidae. Inga underarter finns listade i Catalogue of Life.